# Evansville (Indiana)
Pour les articles homonymes, voir Evansville.
La ville d’Evansville (en anglais [ɛvənzˌvɪl]) est le siège du comté de Vanderburgh, situé dans l'État de l'Indiana, aux États-Unis. D'après le recensement de 2010, elle compte 117 429 habitants. Elle est bordée par la rivière Ohio au sud et se trouve en position de carrefour entre les deux océans et entre le golfe du Mexique et les Grands Lacs. Evansville a été décrite comme la ville avec la proportion la plus importante d'habitants obèses aux États-Unis.

## Histoire
Evansville a été fondée en 1817. Son nom provient de Robert Morgan Evans (en) (1783-1844), l'un de ses fondateurs et officier de William Henry Harrison pendant la guerre anglo-américaine de 1812. La ville reçoit une charte en 1847. Le canal Wabash-Érié, terminé en 1843, relie Evansville à Toledo et favorise la croissance de l'agglomération. Elle dispose du troisième plus ancien stade de baseball du pays (ouvert en 1915). La ville a été peuplée par des immigrants irlandais et allemands.

## Économie
Evansville a longtemps été un centre industriel (bois d'abord, puis automobile, enfin chimie et aluminium). Le charbon est toujours exploité pour alimenter les centrales électriques de l'Indiana. Dans les années 1920, la ville est le deuxième centre de production de poids lourds des États-Unis. Pendant la Seconde Guerre mondiale ont été montées les barges qui ont servi au débarquement allié en Normandie du 6 juin 1944. Le premier réfrigérateur à l'intention du grand public a été fabriqué à Evansville en 1922. Le constructeur automobile Toyota est venu s'installer en 1998. Le visage de la ville se transforme dans les années 2000 : de nouveaux immeubles sont construits comme celui de la New Old National Bank et celui du groupe énergétique Vedner. L'hôtel Aztar attire les touristes : dans des répliques des navires à roues à aubes du XIXe siècle se trouvent des salles de jeu et un casino.

## Démographie
| Groupe            | Evansville | Indiana | États-Unis |
| ----------------- | ---------- | ------- | ---------- |
| Blancs            | 82,0       | 84,3    | 72,4       |
| Afro-Américains   | 12,6       | 9,1     | 12,6       |
| Métis             | 2,8        | 2,0     | 2,9        |
| Autres            | 1,2        | 2,7     | 6,2        |
| Asiatiques        | 1,0        | 1,6     | 4,8        |
| Amérindiens       | 0,3        | 0,3     | 0,9        |
| Océaniens         | 0,1        | -       | 0,2        |
| Total             | 100        | 100     | 100        |
|                   |            |         |            |
| Latino-Américains | 2,6        | 6,0     | 16,7       |

Selon l’American Community Survey, pour la période 2011-2015, 96,35 % de la population âgée de plus de 5 ans déclare parler l'anglais à la maison, 2,29 % déclare parler l'espagnol et 1,36 % une autre langue.

## Architecture
- Cathédrale Saint-Benoît (style néoroman lombard), début du XXe siècle, siège du diocèse d'Evansville.
- Bibliothèque Willard (en) : bibliothèque créée en 1881 dans un bâtiment de style néogothique, inscrit au registre national des lieux historiques américain. Le bâtiment est réputé pour être hanté par le fantôme d'une « dame en gris », une webcam lui est consacrée depuis 1996[7].
- Temple maçonnique d'Evansville, bâtiment néoclassique construit en 1913 et inscrit au registre national des lieux historiques en 1982.

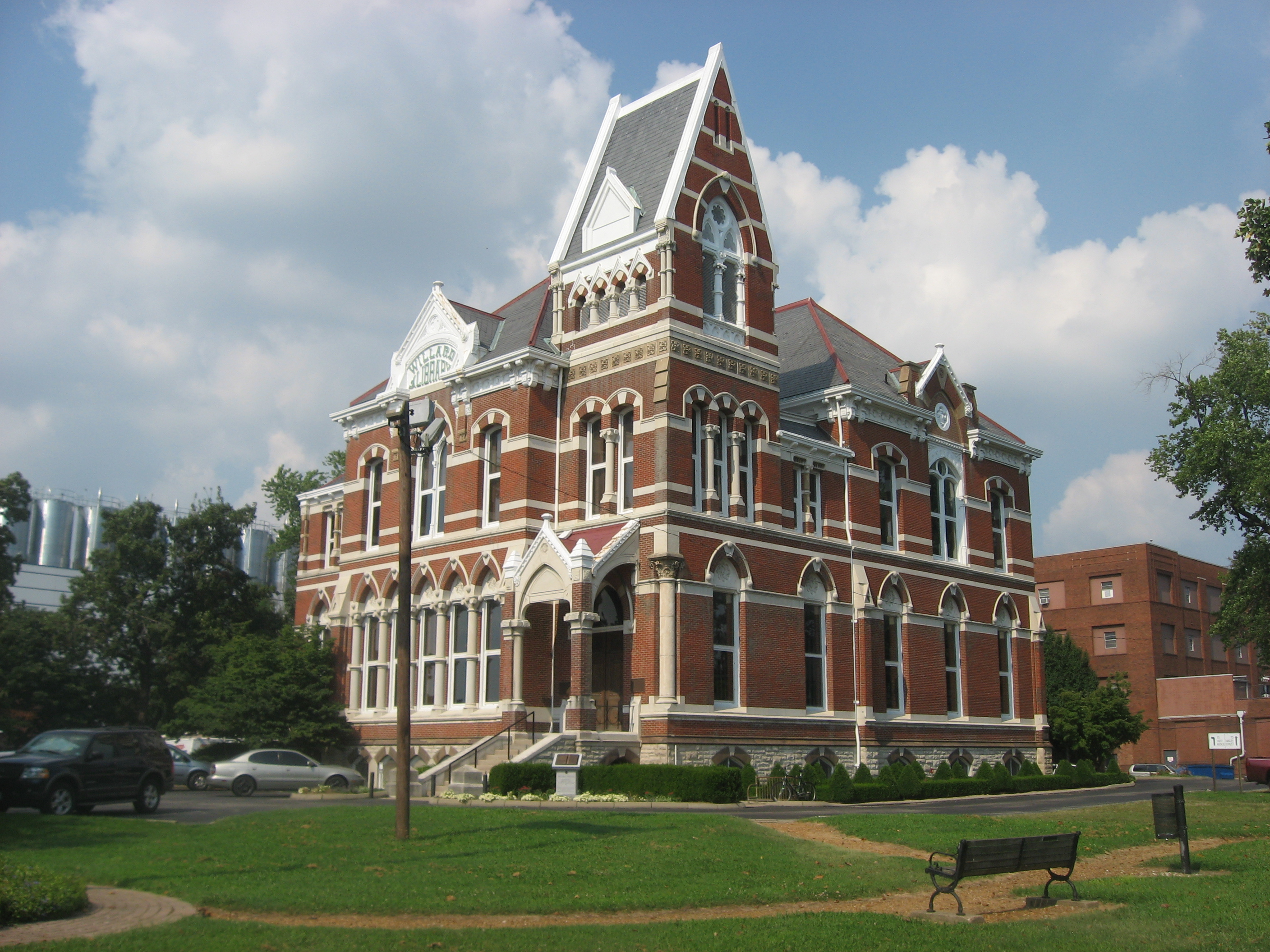
La bibliothèque Willard.
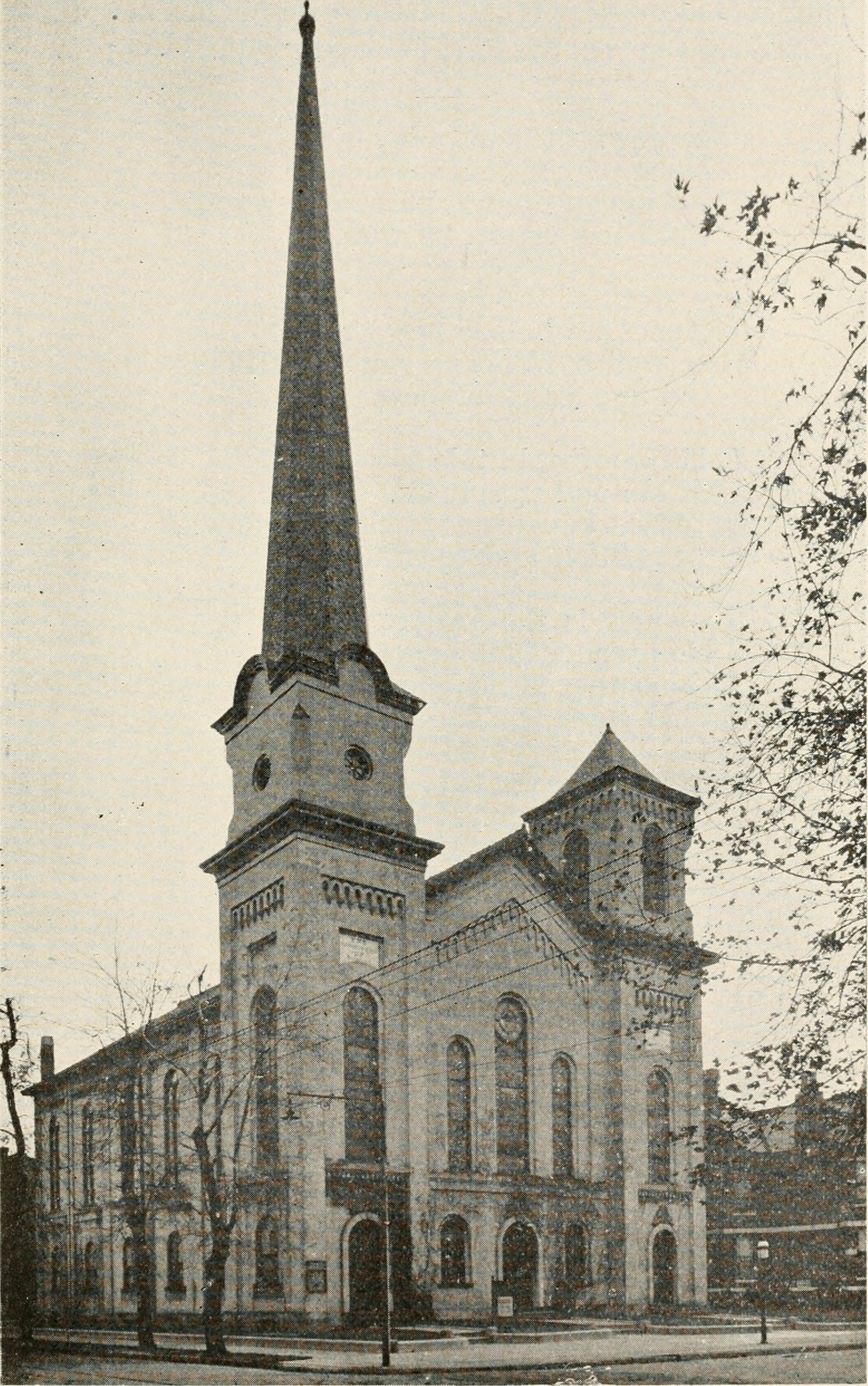
Église presbytérienne d'Evansville.

## Personnalités liées à la ville
- Bettiola Héloïse Fortson (1890-1917), suffragette et femme de lettres a étudié à la Clark Street High School d'Evansville.
- Sid Catlett (1910-1951), batteur de jazz, né à Evansville.
- Maryse Begary (1926-2007), trapéziste française, morte à Evansville.

## Enseignement
Il existe deux universités à Evansville : l'université du Sud de l'Indiana (université d'État) et l'université d'Evansville (université privée méthodiste).